# Majda Ra'ad
Majda Ra'ad, född som Margaretha Lind den 5 september 1942 i Arboga, Västmanlands län, död 3 januari 2025 i Amman, Jordanien, var en svensk-jordansk prinsessa av Jordanien. Majda Ra'ad var dotter till Sven Gustaf Lind (född 1901) och Inga Grönwall och uppvuxen i Södertälje. Hon gifte sig 1963 med den jordanske tronpretendenten prins Ra'ad bin Zeid av Jordanien i den hashimitiska dynastin.
Hon var ordförande för Occupational Therapy College 1985–1996 och för Society for Care of Neurological Patients 1986–1996. Hon var direktör  för Bandak Foundation 1998 och var grundande medlem av Petra National Trust sedan 1988. År 2005 var hon värd i Sommar i P1.
Majda Ra'ad fick fyra söner, bland annat Zeid bin Ra'ad och Mired bin Ra'ad(en) (född 1965), och en dotter.
Majda avled den 3 januari 2025.